# Ray Locke MacDonald
Ray Locke MacDonald (* 5. Oktober 1931 in Chula Vista; † vor 2009) war ein US-amerikanischer Chemiker.
MacDonald studierte am San Diego State College mit dem Bachelor-Abschluss 1955 und wurde 1960 am Oregon State College promoviert. Als Post-Doktorand war er am Massachusetts Institute of Technology. 1961 wurde er Assistant Professor an der North Dakota State University und 1965 wurde er Professor an der University of Hawaii in Honolulu.
Er benutzte radioaktive Isotope zum Studium von Solvatisierung und führte Messungen zur Kinetik des Ionenaustauschs durch.